# Ardeadoris
Ardeadoris Rudman, 1984 è un genere di molluschi nudibranchi della famiglia Chromodorididae.

## Tassonomia
Il genere comprende le seguenti specie:
- Ardeadoris angustolutea (Rudman, 1990)
- Ardeadoris averni (Rudman, 1985)
- Ardeadoris carlsoni (Rudman, 1986)
- Ardeadoris cruenta (Rudman, 1986)
- Ardeadoris egretta Rudman, 1984 - specie tipo
- Ardeadoris electra (Rudman, 1990)
- Ardeadoris poliahu (Bertsch & Gosliner, 1989)
- Ardeadoris pullata (Rudman, 1995)
- Ardeadoris rubroannulata (Rudman, 1986)
- Ardeadoris scottjohnsoni Bertsch & Gosliner, 1989
- Ardeadoris symmetrica (Rudman, 1990)
- Ardeadoris tomsmithi (Bertsch & Gosliner, 1989)
- Ardeadoris undaurum (Rudman, 1985)